# Северен Пидмънт
Северен Пидмънт (на английски: Northern Piedmont) е хълмиста равнина в североизточната част на Съединените американски щати, част от Югоизточноамериканските равнини.
Обхващаща североизточните части на платото Пидмънт, източни предпланини на Апалачите, областта пресича от юг на север щатите Вирджиния, Мериленд, Пенсилвания и Ню Джърси и достига до Ню Йорк. В миналото тя е заета главно от дъбови гори, но днес значителна част от територията се обработва, а в областта попадат и значителни урбанизирани територии, като град Нюарк и предградия на Вашингтон, Балтимор и Филаделфия.